# Single-board computer
 For alternative betydninger, se SBC.
En single-board computer (SBC - også set kaldet enkeltkort-computer og enkeltkortsdatamat) er en komplet computer opbygget på et enkelt printkort, med mikroprocessor(er), RAM, input/output (I/O) og andre egenskaber som er nødvendig for en funktionel computer.
Til forskel for en typisk personlig computer, behøver en SBC ikke at omfatte kantstik hvori tilbehørskort ("datterkort") kan isættes.  En SBC kan baseres på næsten enhver tilgængelig mikroprocessor, og kan bygges af diskrete logikkredsløb eller programmerbare logikkredsløb. Simple design, såsom bygget af computer hobbyfolk, anvender ofte statisk RAM og lavpris 8, 16 eller 32 bit processorer.
Mange personlige computere er i dag (2013) single-board computere. Dette gælder især bærbare computere og håndholdte computere.